# 33e cérémonie des Goyas
La 33e cérémonie des Goyas (ou Premios Goya), organisée par l'Academia de las artes y las ciencias cinematográficas de España, se déroule le 2 février 2019 au palais des congrès et des expositions de Séville et récompense les films sortis en 2018.
Le film El reino de Rodrigo Sorogoyen domine la soirée avec sept prix remportés dont le Goya du Meilleur réalisateur et le Goya du Meilleur acteur, mais le Goya du Meilleur film est remporté par le film Champions (Campeones) de Javier Fesser,.

## Palmarès

### Meilleur film
- Champions (Campeones) de Javier Fesser
  - Carmen et Lola (Carmen y Lola) d'Arantxa Echevarría
  - El reino de Rodrigo Sorogoyen
  - Entre dos aguas d'Isaki Lacuesta
  - Everybody Knows (Todos Lo Saben) d'Asghar Farhadi

### Meilleur réalisateur
- Rodrigo Sorogoyen pour El reino
  - Javier Fesser pour Champions (Campeones)
  - Isaki Lacuesta pour Entre dos aguas
  - Asghar Farhadi pour Everybody Knows (Todos Lo Saben)

### Meilleur acteur
- Antonio de la Torre pour El reino
  - Javier Gutiérrez Álvarez pour Champions (Campeones)
  - Javier Bardem pour Everybody Knows (Todos Lo Saben)
  - José Coronado pour Tu hijo

### Meilleure actrice
- Susi Sánchez pour La enfermedad del domingo
  - Najwa Nimri pour Quién te cantará
  - Penélope Cruz pour Everybody Knows (Todos Lo Saben)
  - Lola Dueñas pour Viaje al cuarto de una madre

### Meilleur acteur dans un second rôle
- Luis Zahera pour El reino
  - Juan Margallo pour Champions (Campeones)
  - Antonio de la Torre pour La noche de 12 años
  - Eduard Fernández pour Everybody Knows (Todos Lo Saben)

### Meilleure actrice dans un second rôle
- Carolina Yuste pour Carmen et Lola (Carmen y Lola)
  - Ana Wagener pour El reino
  - Natalia de Molina pour Quién te cantará
  - Anna Castillo pour Viaje al cuarto de una madre

### Meilleur espoir masculin
- Jesús Vidal pour Champions (Campeones)
  - Moreno Borja pour Carmen et Lola (Carmen y Lola)
  - Francisco Reyes pour El reino
  - Carlos Acosta pour Yuli

### Meilleur espoir féminin
- Eva Llorach pour Quién te cantará
  - Gloria Ramos pour Champions (Campeones)
  - Rosy Rodríguez pour Carmen et Lola (Carmen y Lola)
  - Zaira Romero pour Carmen et Lola (Carmen y Lola)

### Meilleur scénario original
- Isabel Peña et Rodrigo Sorogoyen pour El reino
  - David Marqués et Javier Fesser pour Champions (Campeones)
  - Arantxa Echevarría pour Carmen et Lola (Carmen y Lola)
  - Asghar Farhadi pour Everybody Knows (Todos Lo Saben)

### Meilleur scénario adapté
- Álvaro Brechner pour La noche de 12 años
  - Marta Sofía Martins et Natxo López pour Champions (Campeones)
  - Borja Cobeaga et Diego San José Castellano pour Superlópez
  - Paul Laverty pour Yuli

### Meilleur nouveau réalisateur
- Arantxa Echevarría pour Carmen et Lola (Carmen y Lola)
  - Andrea Jaurrieta pour Ana de día
  - Cesar Esteban Alenda et José Esteban Alenda pour Sin fin
  - Celia Rico pour Viaje al cuarto de una madre

### Meilleur film documentaire
- El silencio de otros
  - Apuntes para una película de atracos
  - Camarón: flamenco y revolución
  - Desenterrando Sad Hill

### Meilleure direction de production
- Yousaf Bokhari pour L'Homme qui tua Don Quichotte
  - Luis Fernández Lago pour Champions (Campeones)
  - Eduard Vallès et Hanga Kurucz pour El fotógrafo de Mauthausen
  - Iñaki Ros pour El reino

### Meilleur montage
- Alberto del Campo pour El reino
  - Javier Fesser pour Champions (Campeones)
  - Hayedeh Safiyari pour Everybody Knows (Todos Lo Saben)
  - Fernando Franco pour Viaje al cuarto de una madre

### Meilleure chanson originale
- Este es el momento de Coque Malla pour Champions (Campeones)
  - Me vas a extrañar de Paco de la Rosa pour Carmen et Lola (Carmen y Lola)
  - Tarde azul de abril de Roque Baños et Tessy Díez Martín pour L'Homme qui tua Don Quichotte
  - Una de esas noches sin final de Javier Limón pour Everybody Knows (Todos Lo Saben)

### Meilleure musique originale
- Olivier Arson pour El reino
  - Iván Palomares pour En las estrellas
  - Manuel Riveiro et Xavi Font pour Gun City (La sombra de la ley)
  - Alberto Iglesias pour Yuli

### Meilleure photographie
- Josu Incháustegui pour Gun City (La sombra de la ley)
  - Alejandro de Pablo pour El reino
  - Eduard Grau pour Quién te cantará
  - Álex Catalán pour Yuli

### Meilleure direction artistique
- Juan Pedro de Gaspar pour Gun City (La sombra de la ley)
  - Rosa Ros pour El fotógrafo de Mauthausen
  - Benjamín Fernández pour L'Homme qui tua Don Quichotte
  - Balter Gallart pour Superlópez

### Meilleurs costumes
- Clara Bilbao pour Gun City (La sombra de la ley)
  - Mercè Paloma pour El fotógrafo de Mauthausen
  - Lena Mossum pour L'Homme qui tua Don Quichotte
  - Ana López Cobos pour Quién te cantará

### Meilleurs maquillages et coiffures
- Sylvie Imbert, Amparo Sánchez et Pablo Perona pour L'Homme qui tua Don Quichotte
  - Caitlin Acheson, Jesús Martos et Pablo Perona pour El fotógrafo de Mauthausen
  - Raquel Fidalgo, Noé Montes et Alberto Hortas pour Gun City (La sombra de la ley)
  - Rafael Mora et Anabel Beato pour Quién te cantará

### Meilleur son
- Roberto Fernández et Alfonso Raposo pour El reino
  - Arman Ciudad, Charly Schmukler et Alfonso Raposo pour Champions (Campeones)
  - Daniel de Zayas, Eduardo Castro et Mario González pour Quién te cantará
  - Eva Valiño, Pelayo Gutiérrez et Alberto Ovejero pour Yuli

### Meilleurs effets visuels
- Lluís Rivera et Laura Pedro pour Superlópez
  - Óscar Abades et Helmuth Barnert pour El reino
  - Jon Serrano et David Heras pour Errementari (El herrero y el Diablo)
  - Lluís Rivera et Félix Bergés pour Gun City (La sombra de la ley)

### Meilleur film d'animation
- Another Day of Life (Un Día más con Vida) de Raúl de la Fuente et Damian Nenow
  - Azahar
  - Bikes The Movie
  - Memorias de un hombre en pijama

### Meilleur court métrage de fiction
- Cerdita de Carlota Pereda
  - 9 pasos de Marisa Crespo et Moisés Romera
  - Bailaora de Rubin Stein
  - El niño que quería volar de Jorge Muriel
  - Matria de Álvaro Gago

### Meilleur court métrage d'animation
- Cazatalentos de José Herrera
  - El olvido de Cristina Vaello et Xenia Grey
  - I Wish... de Víctor L. Pinel
  - Soy una tumba de Khris Cembe

### Meilleur court métrage documentaire
- Gaza de Carles Bover Martínez et Julio Pérez del Campo
  - El tesoro de Marisa Lafuente et Néstor Del Castillo
  - Kyoko de Joan Bover et Marcos Cabotá
  - Wan Xia. La última luz del atardecer de Silvia Rey Canudo

### Meilleur film étranger en langue espagnole
- Roma de Alfonso Cuarón  Mexique
  - L'Ange (El Ángel) de Luis Ortega  Argentine
  - La noche de 12 años de Álvaro Brechner  Uruguay
  - Mariana (Los Perros) de Marcela Said  Chili

### Meilleur film européen
- Cold War (Zimna wojna) de Paweł Pawlikowski  Pologne
  - Phantom Thread de Paul Thomas Anderson  Royaume-Uni
  - Girl de Lukas Dhont  Belgique
  - The Party de Sally Potter  Royaume-Uni

### Prix Goya d'honneur
- Narciso Ibáñez Serrador

## Statistiques

### Nominations multiples
13 : El reino
11 : Champions (Campeones)
8 : Carmen et Lola (Carmen y Lola), Everybody Knows (Todos Lo Saben)
7 : Quién te cantará
6 : Gun City (La sombra de la ley)
5 : Yuli, L'Homme qui tua Don Quichotte
4 : Viaje al cuarto de una madre, El fotógrafo de Mauthausen
3 : La noche de 12 años, Superlópez
2 : Entre dos aguas

### Récompenses multiples
7 : El reino
3 : Champions (Campeones), Gun City (La sombra de la ley)
2 : Carmen et Lola (Carmen y Lola), L'Homme qui tua Don Quichotte